# Liste der Stolpersteine in Ribnitz-Damgarten
Die Liste der Stolpersteine in Ribnitz-Damgarten enthält alle Stolpersteine, die im Rahmen des gleichnamigen Projekts von Gunter Demnig in Ribnitz-Damgarten verlegt wurden. Mit ihnen soll Opfern des Nationalsozialismus gedacht werden, die in Ribnitz-Damgarten lebten und wirkten. Am 15. August 2011 wurden insgesamt drei Stolpersteine an drei Adressen verlegt.

## Verlegte Stolpersteine
| Bild | Person, Inschrift                                                                                | Adresse            | Verlegedatum  | Anmerkung |
| ---- | ------------------------------------------------------------------------------------------------ | ------------------ | ------------- | --- |
|      | Hier wohnte Paula Moses geb. Zadek Jg. 1883 deportiert 1942 ermordet 1942 in Auschwitz           | Neuhöfer Straße 14 | 15. Aug. 2011 | Paula Moses wurde am 19. August 1883 als Paula Zadek in Posen geboren. Sie war mit dem Kaufmann Wilhelm Moses verheiratet, mit dem sie zusammen zwei Söhne hatte, die in Osnabrück geboren wurden. Als ihr Mann 1918 im Ersten Weltkrieg gefallen war, siedelte sie nach Ribnitz über. Ihren Sohn Henry verlor sie 1924 bei einem Badeunfall, der Sohn Kurt emigrierte 1934 nach Palästina. 1939 verkaufte Paula Moses ihr Haus und musste in das Haus von Jenny Salomon umziehen, das zum Judenhaus für die verbliebenen drei Jüdinnen in Ribnitz geworden war. Am 10. Juli 1942 wurde sie in Rostock inhaftiert und am Tag darauf über das Durchgangslager Ludwigslust in das Vernichtungslager Auschwitz deportiert. |
|      | Hier wohnte Jenny Salomon geb. Rosenberg Jg. 1874 deportiert 1942 Theresienstadt tot 3.4.1944    | Nizzestraße 22     | 15. Aug. 2011 | Jenny Salomon wurde am 7. Februar 1874 als Jenny Rosenberg in Ratzeburg geboren. Sie war mit dem Kaufmann Julius Salomon verheiratet, mit dem sie sie drei Kinder hatte. Die Familie betrieb ein Geschäft in der Langen Straße. 1921 verstarb ihr Mann, daraufhin richtete sie ein kleines Geschäft in ihrem Wohnhaus in der Nizzestraße ein. Die Tochter Anita emigrierte 1937 nach Palästina. Ihr Sohn Heinrich lebte in Kiel, ihr Sohn Alfred in Neubrandenburg und Berlin-Wilmersdorf. Ihr Geschäft musste sie 1939 schließen. Im Mai 1941 wurde ihr Wohnhaus zum Judenhaus und sie musste die verbliebenen Jüdinnen Paula Moses und Emmy Lichenheim aufnehmen. Am 11. November 1942 wurde sie zusammen mit Emmy Lichenheim inhaftiert und über Rostock in das Sammellager Gerlachstraße nach Berlin verlegt. Von dort wurde sie am 14. Januar 1943 in das Ghetto Theresienstadt deportiert. Als ihr Todesdatum gilt der 3. April 1944. |
|      | Hier wohnte Emmy Lichenheim geb. Lychenheim Jg. 1871 deportiert 1942 Theresienstadt tot 8.5.1944 | Lange Straße 80    | 15. Aug. 2011 | Emmy Lichenheim wurde am 6. Juli 1871 als Emmy Lychenheim in Richtenberg geboren. Sie war mit dem Kaufmann Louis Lichenheim verheiratet, mit dem sie seit 1901 einen Sohn hatte. 1927 starb ihr Mann, das bis dahin gemeinsam geführte Geschäft gab sie 1930 auf. Ihr Sohn Max war Rechtsanwalt in Rostock, der seine Tätigkeit jedoch nur bis 1933 ausüben durfte. 1939 gelang ihm die Emigration nach Shanghai. 1939 musste Emmy Lichenheim ihr Haus verkaufen und 1941 in das Haus von Jenny Salomon umziehen, das zum Judenhaus für die drei verbliebenen Jüdinnen in Ribnitz geworden war. Am 11. November 1942 wurde sie mit Jenny Salomon inhaftiert und nach Rostock gebracht. Am 20. November 1942 wurde sie in das Ghetto Theresienstadt deportiert. Als ihr Todesdatum gilt der 8. Mai 1944. |